# ای.آر. فایتماستر
امیلی فایتمستر بازیگر، تهیه‌کننده و نویسنده اهل سینسیناتی، اوهایو است. وی از دانشگاه دوپال در رشته زنان و مطالعات جنسیت فارغ‌التحصیل شد. فایتماستر فارغ‌التحصیل رشته تئاتر نیز می‌باشد.

## فیلمشناسی
| سال  | عنوان            | نقش     | یادداشت                   |
| ---- | ---------------- | ------- | ------------------------- |
| ۲۰۱۹ | قصه‌هایی از گنجه  | خود     | سریال تلویزیونی، ۲ قسمت   |
| ۲۰۱۹ | کار در حال انجام | الکسیس  | سریال تلویزیونی، ۱ قسمت   |
| ۲۰۲۰ | پسر بچه‌های سرخ   | گیل     | کوتاه؛ تهیه‌کننده          |
| ۲۰۲۰ | تیز              | امیلی   | سریال تلویزیونی، ۶ قسمت   |
| ۲۰۲۰ | زن رقت‌انگیز      | اندی    | کوتاه؛ تهیه‌کننده؛ نویسنده |
| ۲۰۲۰ | روشهای باستانی   | تارا جی | کوتاه                     |